# Mayor José Martínez
Mayor Martínez es un distrito paraguayo del Departamento de Ñeembucú. Se sitúa a 398 km de la ciudad de Asunción, al sur del departamento y sus costas son bañadas por el río Paraná. Cuenta con una extensión de 181 km² y una población aproximada de 4253 habitantes, de los cuales menos de 900 viven en el área urbana. Se llega por medio de la Ruta PY04.

## Toponimia
Antiguamente llevaba el nombre Pedro González. Posteriormente se lo bautizó con el nombre de: Mayor José de Jesús Martínez. Lleva esta denominación en honor de un héroe de la Guerra de la Triple Alianza, desarrollada contra el Paraguay entre los años 1865 y 1870. Este héroe era nativo de la zona y fue herido de muerte de un cañonazo en la batalla de Tuyutí el 24 de mayo de 1866.

## Geografía
El distrito de Mayor Martínez se encuentra ubicado en la zona del Estero Bellaco, en sus proximidades se encuentran la comunidad de Gral. José Eduvigis Díaz, y Desmochados;  este distrito aún conserva un aire de pueblo antiguo, sus calles todavía son transitadas por carretas y arrieros a caballo.
Presenta una característica topográfica con amplio predominio de zonas bajas y planas, esto favorece la presencia de grandes esteros y pantanos regadas por las aguas del Río Paraná. También cuenta con la laguna Falcón y en su territorio se encuentra el Estero Bellaco. Cuenta con el Puerto de Curuzú Abá, en el límite con el distrito de General José Eduvigis Díaz.
Limita al norte la laguna Falcón, que le sirve como límite con el distrito de Desmochados: al sur con el Río Paraná, que le sirve de límite con la República Argentina; al este con el distrito de Villalbín y al oeste con General José Eduvigis Díaz.

## Clima
El clima es subtropical y húmedo, con una precipitación media anual de 1.350 mm y una temperatura media 23,2 °C . Se suelen registrar heladas. Los meses de menor cantidad de lluvia en la región son mayo, junio, julio y agosto, mientras que los meses más lluviosos son: enero, marzo, abril y octubre. En el verano, muy cálido y húmedo, se soporta fuertes temperaturas de hasta 40 °C. 

## Demografía
Un rápido estudio de lo ocurrido en las últimas décadas permite detectar un fuerte flujo migratorio, desde la perspectiva de la evolución de la población, sobre todo en dirección a la Argentina. Lo que favoreció la tasa de crecimiento demográfico negativo es la cercanía con la provincia de Formosa, Argentina. 

## Economía
El distrito es esencialmente ganadero. Cuenta con ganado vacuno, equino, porcino y ovino. Sus habitantes se dedican al cultivo de, maíz, algodón, mandioca, caña de azúcar y tabaco. En sus campos existe una variedad de aves y su población también se dedica a la pesca.